# Metopia pollenia
Metopia pollenia är en tvåvingeart som beskrevs av Chao och Zhang 1988. Metopia pollenia ingår i släktet Metopia och familjen köttflugor. Inga underarter finns listade i Catalogue of Life.